# Тайндейл (Вірджинія)
Тайндейл (англ. Thynedale) — переписна місцевість (CDP) в США, в окрузі Мекленберг штату Вірджинія. Населення — 152 особи (2020).

## Географія
Тайндейл розташований за координатами 36°49′6″ пн. ш. 78°28′39″ зх. д. / 36.81833° пн. ш. 78.47750° зх. д. (36.818218, -78.477468).  За даними Бюро перепису населення США в 2010 році переписна місцевість мала площу 1,92 км², уся площа — суходіл.

## Демографія
Згідно з переписом 2010 року, у переписній місцевості мешкало 197 осіб у 75 домогосподарствах у складі 52 родин. Густота населення становила 103 особи/км².  Було 85 помешкань (44/км²).
Расовий склад населення:
| - 94,9 % — чорних або афроамериканців - 4,6 % — білих - 0,5 % — азіатів |

До двох чи більше рас належало 0,0 %. Частка іспаномовних становила 2,5 % від усіх жителів.
За віковим діапазоном населення розподілялося таким чином: 26,4 % — особи молодші 18 років, 55,3 % — особи у віці 18—64 років, 18,3 % — особи у віці 65 років та старші. Медіана віку мешканця становила 41,5 року. На 100 осіб жіночої статі у переписній місцевості припадало 71,3 чоловіків;  на 100 жінок у віці від 18 років та старших — 64,8 чоловіків також старших 18 років.
Цивільне працевлаштоване населення становило 37 осіб. Основні галузі зайнятості: виробництво — 62,2 %, освіта, охорона здоров'я та соціальна допомога — 37,8 %.